# Опівночі у високій траві
«Опівночі у високій траві» — американський трилер 2021 року. Режисер Рендолл Емметт; автор сценарію Алан Горснейл. Світова прем'єра відбулася 23 липня 2021 року; прем'єра в Україні — 19 серпня 2021-го.

## Про фільм
Ребека Ломбарді — агент ФБР, котра веде розслідування торгівлі людьми. Вона опиняється в руках маніяка-викрадача, який відомий як «Убивця на стоянці вантажівок».
На порятунок агентки вирушають її напарник-федерал Карл та техаський рейнджер Байрон — він вже декілька років веде полювання на злочинця.

## Знімались
| Актор             | Роль            |
| ----------------- | --------------- |
| Брюс Вілліс       | Карл            |
| Меган Фокс        | Ребекка         |
| Еміль Гірш        | Байрон          |
| Лукас Гаас        | Петер           |
| Machine Gun Kelly | Кальвін         |
| Кейтлін Кармайкл  | Трейсі          |
| Велкер Вайт       | Джорджія Келог  |
| Джекі Круз        | Сузанна         |
| Алек Монополі     | високий чоловік |